# One Day (サニーデイ・サービスの曲)
「One Day」（ワン・デイ）は、サニーデイ・サービスの通算16作目のシングル。ROSE RECORDSから2012年9月26日に、セカンド・プレスが2012年11月22日にそれぞれ発売された。

## 7inch EP+CD:ROSE 139

### 解説
前作「夏は行ってしまった」に続く、2か月連続リリースの2作目。2012年8月に発売された「夏は行ってしまった」に続くこの作品はスローテンポのロック・チューンで、夏の終わりを描いた歌詞も印象的なナンバーに仕上がっている。前作同様、本作もROSE RECORDSオンライン・ショップにて、2012年9月21日より数量限定で販売された。カップリングには2012年7月19日、下北沢440での「曽我部恵一 presents “shimokitazawa concert” 第十九夜」でDJ bonstarのターンテーブルを加えて演奏されたライブ・ヴァージョンを収録。同封のCDにはアナログ盤収録の2ヴァージョンに加え、オリジナル・カラオケとアカペラ・ヴァージョンを追加収録。メイン・トラックは後に2014年リリースのアルバム『Sunny』に収録された。

### パッケージ、アートワーク
アナログ盤はクリア・ヴィニール仕様。歌詞カード裏面にはPV収録時に撮影された写真がレイアウトされている。

### 7inch EP:ROSE 139

#### side A
1. One Day

#### side B
1. One Day Live 2012

- Written by Keiichi Sokabe
- Camera : Akira Sakai

### CD:ROSE 139CD 「One Day」
1. Original
2. Inst.
3. Acappella
4. Live 2012

### クレジット
| 曽我部恵一 Vocal, guitars                                                       |
| 田中貴 Bass                                                                     |
| 丸山晴茂 Drums                                                                  |
| 高野勲 Keyboards                                                                |
|                                                                                 |
| Recorded and mixed by 池内亮                                                    |
| Recorded at アライブ・レコーディング・スタジオ（2012年8月9日、15日）            |
| Assistant engineer 前田健介                                                     |
| Written and produced by 曽我部恵一                                              |
|                                                                                 |
| Side B Performed by 曽我部恵一 on vocal and guitar with DJ bonstar on turntable |
| Live at 下北沢440（2012年7月19日）                                              |
| Live engineer 多和美知留                                                        |
|                                                                                 |
| Photo 曽我部恵一                                                                |
| Rose records staff 岩崎朗太 水上由季 金野志保                                   |

## 7inch EP+CD:ROSE 141

### 解説
2012年9月に限定発売および完売したシングル「One Day」の新装再発盤。11月22日より、ROSE RECORDSオンライン・ショップにて数量限定で販売された。セカンド・プレスは、“どこまでも広がるスペイシーでバレアリックなインストゥルメンタル・トラックにチューンナップされた”Bushmindによるリミックスをカップリングに収録。レコード両面と同内容のCDが同封されたスペシャル・パッケージ。

### パッケージ、アートワーク
アナログ盤は通常のブラック・ヴィニール。歌詞カード裏面にはファースト・プレスと同じく、PV収録時に撮影された写真がレイアウトされているが、縁取りの色が変更されている。

### 7inch EP:ROSE 141

#### side A
1. One Day

#### side AA
1. One Day Bleeders Remix Remixed by Bushmind

- Written by Keiichi Sokabe
- Camera : Akira Sakai

### CD:ROSE 141CD 「One Day」
1. Original
2. Bleeders Remix

### クレジット
| 曽我部恵一 Vocal, guitars                                            |
| 田中貴 Bass                                                          |
| 丸山晴茂 Drums                                                       |
| 高野勲 Keyboards                                                     |
|                                                                      |
| Recorded and mixed by 池内亮                                         |
| Recorded at アライブ・レコーディング・スタジオ（2012年8月9日、15日） |
| Assistant engineer 前田健介                                          |
| Written and produced by 曽我部恵一                                   |
|                                                                      |
| Side AA One Day (Bleeders Remix)                                     |
| Remixed by Bushmind                                                  |
| Mastered by Mosu Mamimume                                            |
| 2012 Seminishukei inc.                                               |
|                                                                      |
| Photo 曽我部恵一                                                     |
| Rose records staff 岩崎朗太 水上由季 金野志保                        |

## リリース日一覧
| 地域 | リリース日     | レーベル     | 規格                 | カタログ番号            | 備考                       |
| ---- | -------------- | ------------ | -------------------- | ----------------------- | -------------------------- |
| 日本 | 2012年9月26日  | ROSE RECORDS | - 7inch EP - CD      | - ROSE 139 - ROSE 139CD | 1stプレス、完全生産限定盤  |
| 日本 | 2012年9月26日  | ROSE RECORDS | デジタルダウンロード | –                       | 通常音質 (AAC 128/320kbps) |
| 日本 | 2012年11月22日 | ROSE RECORDS | - 7inch EP - CD      | - ROSE 141 - ROSE 141CD | 2ndプレス、完全生産限定盤  |